# Órbita inclinada
Órbita inclinada, em mecânica celeste, é qualquer órbita cujo plano orbital não coincide com o plano de referência. O termo é usado, porém, no sentido mais restrito de uma órbita geossíncrona inclinada.
Um satélite colocado em uma órbita geoestacionária sofre várias perturbações orbitais; destas, a influência do Sol e da Lua fazem com que o plano orbital desvie do plano do equador a uma razão aproximada de 0,8o por ano.
Para evitar o aumento da inclinação orbital, é preciso utilizar combustível a bordo do satélite para, periodicamente, corrigir sua órbita; estas correções são feitas quando o satélite passa próximo do nodo ascendente ou o nodo descendente da órbita, e aplicam um ΔV na direção norte-sul para inverter a inclinação orbital, de forma que as perturbações orbitais das próximas semanas retornem a inclinação orbital a valores próximos de zero para, em seguida, aumentar, até o momento da manobra corretiva seguinte.
A maior parte do combustível alocado para correções orbitais em um satélite geoestacionário é gasta com estas correções da inclinação orbital. Assim, uma estratégia para prolongar a vida útil de um satélite é, ao final de sua vida, deixar de corrigir a inclinação.
A penalidade é que o satélite passa a fazer um movimento aparente na direção norte-sul (de período diário), formando uma figura "8" (curva de Lissajous) cuja abertura do "8" é igual à inclinação orbital.